# Sarria
Sarria je město v španělské Galicii, 31 km jižně od města Lugo, do jehož okresu spadá. Má 13 350 obyvatel. Městem prochází Svatojakubská cesta. Od Santiaga de Compostela je vzdálena přes 100 km a proto je výchozím bodem pro některé poutníky, které chtějí urazit nejkratší možnou uznatelnou vzdálenost trasy.
Město se rozvinulo v okolí kláštera Santo Estevo de Calvor. Původně malé město, jehož počet obyvatel v 18. století dosahoval jen 350 lidí, se začalo rozvíjet po výstavbě moderní silnice (okolo roku 1850) a železniční trati v roce 1880. Současný kostel Santa Maríña byl dokončen v roce 1885. Na počátku 20. století žilo v Sarrii 1500 lidí. Elektřina byla do Sarrie zavedena v roce 1916.